# 麒趾桥
麟趾桥又称吕公桥、状元桥，是一座拱形古桥，位于中国安徽省黄山市黄山区黄山上，福固寺遗址前，黄山登山古道沿线，夫子山至神仙洞途中。麒趾桥为宋仁宗时侍郎吕溱所建，是黄山现存最古老的桥梁。2013年作为黄山登山古道及古建筑的子项被列为第七批全国重点文物保护单位。2015年，修缮工程通过国家文物局审批立项。。